# Hyun Bin
Hyun Bin (bürgerlich Kim Tae-pyung, * 25. September 1982 in Seoul, Südkorea) ist ein südkoreanischer Schauspieler.

## Leben
Hyun Bin wuchs bei seinen Eltern zusammen mit seinem älteren Bruder auf. 2004 schloss er sein Studium an der Universität Chung-Ang ab.
2010 spielte er an der Seite der chinesischen Schauspielerin Tang Wei in dem Film Late Autumn von Kim Tae-yong mit. Der Film ist eine südkoreanisch-amerikanische Co-Produktion und eine Neuverfilmung des gleichnamigen Films aus dem Jahr 1966. Gedreht wurde in Seattle.
2022 heiratete er die Schauspielerin Son Yejin, im selben Jahr kam ihr erstes gemeinsames Kind zur Welt.

## Filmografie

### Filme
- 2004: Spin Kick
- 2005: Daddy Long Legs (키다리 아저씨; Kidari Ajeossi)
- 2006: Baekmanjangja-ui Cheot-sarang (백만장자의 첫사랑)
- 2008: I’m Happy
- 2010: Late Autumn (만추; Manchu)
- 2011: Kommt Regen, kommt Sonnenschein (사랑한다, 사랑하지 않는다; Saranghanda, Saranghaji Anneunda)
- 2014: The Fatal Encounter (역린 Yeongnin)
- 2017: Confidential Assignment (공조 Gongjo)
- 2017: The Swindlers (꾼 Kkun)
- 2018: The Negotiation (협상 Hyeopsang)
- 2018: Rampant (창궐)

### Fernsehserien
- 2003: Bodyguard
- 2003: Nonstop (논스톱)
- 2004: Ireland
- 2005: My Lovely Sam Soon (내 이름은 김삼순; Nae Ireum-eun Gim Sam-sun)
- 2006: The Snow Queen (눈의 여왕; Nun-eui Yeo-wang)
- 2008: Worlds Within (그들이 사는 세상; Geudeuli Saneun Sesang)
- 2009: Friend, Our Legend
- 2010: Secret Garden (시크릿 가든)
- 2015: Hyde Jekyll, Me (하이드 지킬, 나; Haideu Jikil, Na)
- 2018: Memories of the Alhambra (알함브라 궁전의 추억 ; Alhambeuraui Gungjeonui Chooeok)
- 2019: Crash Landing on You